# Sant'Andrea in Vaticano
Sant'Andrea in Vaticano, även benämnd S. Andreae apud S. Petrum och Santa Maria della Febbre, var en kyrkobyggnad i Rom, helgad åt aposteln Andreas. Den var belägen på den plats där Peterskyrkans sakristia nu är uppförd i Rione Borgo.

## Kyrkans historia
Kyrkan uppfördes under påve Symmachus pontifikat (498–514) i ett mausoleum, uppfört av kejsar Caracalla (198–217) på nordsidan av Caligulas cirkus på den vatikanska kullen. Bredvid denna byggnad stod Vatikanobelisken, innan den 1586 återuppställdes på Petersplatsen.
Kyrkan kallades även Santa Maria della Febbre, då den hyste en Madonnabild, som särskilt vördades av personer som drabbats av malariafeber.
År 1506 inleddes uppförandet av den nya Peterskyrkan och då kom Sant'Andrea-kyrkan att användas som sakristia. Kyrkan revs i samband med uppförandet av den nya sakristian 1776–1784, ritad av arkitekten Carlo Marchionni.